# ファインマン・ダイアグラムの一覧
ここでは一般的なファインマン・ダイアグラムの一覧を示す。
| 名前または現象                 | 説明 | ダイアグラム |
| ------------------------------ | --- | ------------ |
| 泡(バブル)ダイアグラム         | ハートリー近似は泡ダイアグラムの和として表される。                                                                       | 1次2次       |
| 閉じたオイスターダイアグラム   | |              |
| 開いたオイスターダイアグラム   | ハートリー＝フォック近似は泡ダイアグラムと開いた開いたオイスターダイアグラムの和として表される。                         |              |
| リングダイアグラム             | 乱雑位相近似は、リングダイアグラムの和として表される。                                                                   |              |
| ニュートリノレス二重ベータ崩壊 | ニュートリノがマヨラナ粒子(つまり反粒子と同一)のとき、ニュートリノレス二重ベータ崩壊が可能で、実験により調べられている。 |              |
| 対生成と対消滅                 | ファインマン＝シュテュッケルベルグ解釈では、対消滅は対生成と同じ過程となる。                                             |              |
| ペンギンダイアグラム           | |              |
| ボックスダイアグラム           | K中間子振動のボックスダイアグラム                                                                                        |              |
| ヒッグス粒子生成               | グルーオンとトップクォークによる                                                                                         |              |
| ヒッグス粒子生成               | クォークとウィークボソンによる                                                                                           |              |